# ラ・モンテ・ヤング
ラ・モンテ・ヤング (La Monte Young、1935年10月14日 - ) は、アメリカ合衆国の現代音楽の作曲家。

## 人物
活動初期からドローンのみに執着する特異な作品を書き、第二次世界大戦後のアヴァンギャルド音楽あるいは実験音楽における、極めて重要な作曲家のひとりである。フルクサス (Fluxus) に影響された作品とミニマル音楽作品の双方において、音楽の本質は何かと問い、通常は用いられない特殊な演奏要素にしばしば比重をおいている。フィリップ・グラス、スティーヴ・ライヒ、テリー・ライリーと並んで、四大ミニマル音楽作曲家のひとりとして名高いものの、必ずしも単一フィギュアの繰り返しではなく、とどまる単音やドローンそのものなので、スペクトル楽派より先駆的に倍音を駆使したシェルシ、楽曲にモードと記したにもかかわらず期せずしてセリエル音楽の先駆者になったメシアン、セリーではない十二音技法の先駆者のヨーゼフ・マティアス・ハウアーのように、ミニマリズムというよりはドローン・ミュージックの教祖として持ち上げられることが多い。

## 経歴
アイダホ州バーンのモルモン教徒の家に生まれた。父親が職を転々としたため、幼少時には転居を繰り返したが、結局ロスアンゼルスに落ち着いた。ロサンゼルス・シティー・カレッジ で学び、優れたサクソフォーン奏者として、エリック・ドルフィーが行った学生ジャズ・バンド・オーディションで頭角を現した。ドルフィーだけではなく、オーネット・コールマン、ドン・チェリー、ビリー・ヒギンズのサイドマンとしても吹いた。
その後、カリフォルニア大学ロサンゼルス校 (UCLA) 、ついでカリフォルニア大学バークレー校 (UCB) に入学して音楽を学んだ。また、リチャード・マクスフィールドと共に電子音楽を学び、ダルムシュタットでカールハインツ・シュトックハウゼンが開いた夏期コースにも参加した。この間に、サクソフォーンの演奏は事実上諦め、作曲に専念するようになった。アントン・ウェーベルンに加え、グレゴリオ聖歌や他のさまざまな異文化の音楽に影響された。例えばインド古典音楽、インドネシアのガムラン音楽である。こういった音楽への関心および、音楽の間を自分の耳で聞き取りたいという願いから、1970年からはプラン・ナートの下で学ぶようになった（他にも妻マリアン・ザジーラ、作曲家のテリー・ライリーらが参加した）。

## 特徴
ヤングの初期の作品はアルノルト・シェーンベルクの十二音技法を主にしている（LAでシェーンベルクの教授をうけたことがある）が、その幾つかは後に作曲家自身の手で破棄された。ダルムシュタットではシュトックハウゼンを介してジョン・ケージを知るようになり、音楽の理論面に興味を深めることとなった。また、非西洋音楽の影響で、ドローンを取り入れるようになった。
フルクサス運動に関わった後、1960年、最も良く知られた作品群「コンポジションズ 1960」を書いた。作品では、演奏会場そのものを音楽要素として強調した「直線を描きそれを辿れ」、「火をおこせ」、「蝶を放て」などの、演奏者には通常の楽譜の代わりにユニークな指示が書いてある。
他の作品としては、ピアノを用いたものがある。演奏者はピアノを一番近い壁まで押すことが要求される。壁を越えて押していけるなら、押し続ける。そうでなければ、疲れ果てたので一度休み、放尿することが指示されている。この作品においても、ピアノの移動には持続音がついて回るので、聴衆は結果的にドローンのみの音響を聴くことになる。
ヤングはもっと一般的な曲も書いていた。初期の作品の中でよく知られた物に「弦楽器のための三重奏」(1958年)がある。発表当時は大変斬新な作品と考えられていたが、現在ではヤングとしては保守的な作品と見られている。セリーを用いてはいるものの、厚く複雑な音楽を構成する技法のほうが目立つ。緩やかで総体としては静かな音楽であり、ドローンで満ちている。
ヤングが最初に純正律でドローンに基づいた曲を書いたのは1962年のことである。「高圧送電線の降圧用変電器が見る第2の夢 (The Second Dream of the High-Tension Line Stepdown Transformer)」というタイトルで、これはまた電子音楽作品としても彼の最初のものである。「The Four Dreams of China」の中の一つの作品は周波数比「24:32:35:36」の4つの音(G、C、+Cis、D）からなり、音の組み合わせも制限した。これ以降の作品はいくつかの選択された周波数で演奏される時間的に持続したドローンに基づくようになり、その上に持続音の一群が現れ消える。「The Four Dreams of China」のためにヤングは「夢の家 (Dream House)」を計画した。一日24時間いつでも音楽家が住み音楽を創造できるような光と音響の装備である。これらを実現するべく、シアター・オブ・エターナル・ミュージックを創立した。グループには最初、妻のマリアン・ザジーラが参加していた。彼女は照明を用いたショー「The Ornamental Lightyears Tracery」を提供した。1965年からはアンガス・マクリーズとビリー・ネームが参加した。1964年にはヤング、歌のザジーラの他に弦のジョン・ケイルとトニー・コンラッドが参加し、時々歌でテリー・ライリーも参加した。1966年からは「夢の劇場」を実現したが、金銭問題で頓挫した。
作品のほとんどには長大なタイトルがつけられている。たとえば、「緑色で鋸歯のオセロットと高圧線降圧交流器、製材所に照らされ、旋風と黒曜石のゴングの夢で明らかにされた聖なる数字のドローンを想起させるカメ。 (The Tortoise Recalling the Drone of the Holy Numbers as they were Revealed in the Dreams of the Whirlwind and the Obsidian Gong, Illuminated by the Sawmill, the Green Sawtooth Ocelot and the High-Tension Line Stepdown Transformer.)」。同様に、その作品はしばしば極めて長大である。始まりも終わりもなく、目の前の演奏が始まる前から存在し、それが終わっても存在するような曲が多い。
傑作として知られる、本人の第7倍音へのこだわりによる純正律で調律された独奏ピアノのための作品、「よく調律されたピアノ」は、作者本人の演奏に従うと6時間を超える長さにまでなる。厳格に構成されたインプロヴィゼーションの例であり、数学的作曲法とヒンドゥー古典音楽の演奏に強く影響されている。これはアメリカにおけるミニマル音楽の中で特に優れたものの一つである。この作品の演奏に際し、ヤングは必ずベーゼンドルファーのインペリアルを使うように念を押している。スタインウェイ全盛の北米圏に対する、ささやかなアンチテーゼのようにも映る。

## 主要作品
- 弦楽三重奏曲（英語版）
- コンポジションズ1960（英語版）
- よく調律されたピアノ（英語版）

## 影響
ヤングは、即興音楽のジャンルを越えて幅広い層へ大きな影響を与えた。ヴェルヴェット・アンダーグラウンドにおけるジョン・ケイルの貢献に始まり、彼自身のフォロワーであるトニー・コンラッド、ジョン・ハッセル、リース・チャタム、マイケル・ハリソン、ヘンリー・フリント、キャサリン・クリスター・へニックス、ヨシ・ワダといった人々に及ぶ。ランディ・ノードショウ (Randy Nordschow)のエレクトリック・ボウとピアノと二人の奏者のための作品では、エレクトリック・ボウの使用によりピアノの持続音を無限に引き伸ばすことができるが、これもヤングの影響抜きには語れないであろう。

## 著書
- Young, La Monte, ed. 1963. An Anthology of Chance Operations. New York: La Monte Young & Jackson Mac Low.

## 関連文献
- Duckworth, William. 1995. Talking Music: Conversations with John Cage, Philip Glass, Laurie Anderson, and Five Generations of American Experimental Composers. New York: Schirmer Books; London: Prentice-Hall International. ISBN 0-02-870823-7 Reprinted 1999, New York: Da Capo Press. ISBN 0-306-80893-5
- Eno, Brian, and Russell Mills. 1986. More Dark than Shark. London: Faber & Faber. ISBN 0-571-13883-7
- Ghosn, Joseph. 2010. "La Monte Young". Marseilles, France : Le Mot Et Le Reste.
- Grimshaw, Jeremy. 2005. "Music of a 'More Exalted Sphere': Compositional Practice, biography, and Cosmology in the Music of La Monte Young." Doctoral dissertation, Eastman School of Music. Ann Arbor: UMI/ProQuest.
- Herzfeld, Gregor. 2007. Zeit als Prozess und Epiphanie in der experimentellen amerikanischen Musik. Charles Ives bis La Monte Young. Stuttgart: Franz Steiner Verlag, 285–341. ISBN 978-3-515-09033-9
- Howard, Ed. 2003. "The Dream House". Stylus (online magazine, 17 November).
- Husslein, Uwe (ed.). 1990. Pop Goes Art: Andy Warhol & Velvet Underground: anläßlich der gleichnamigen Ausstellung in der Hamburger Kunsthalle, 30.11.1990–3.2. 1991. Schriftenreihe des Instituts für Popkultur 1. Wuppertal: Institut für Popkultur.
- LaBelle, Brandon. 2006. Background Noise: Perspectives on Sound Art. New York and London: Continuum International Publishing.
- Potter, Keith. 2000. Four Musical Minimalists: La Monte Young, Terry Riley, Steve Reich, Philip Glass. Music in the Twentieth Century series. Cambridge, UK; New York City: Cambridge University Press.
- Scherman, Tony, and David Dalton. 2009. POP: The Genius of Andy Warhol. New York: Harper Collins.
- Journal of Experimental Music Studies (21 June)Dave Smith. 2004. "Following a Straight Line: La Monte Young." Updated reprint of Contact 18 (1977–78), 4–9.
- Solare, Juan María. 2006. "El Trío serial de La Monte Young". [About Young's Trio for Strings (1958)]. Doce Notas Preliminares, no. 17:112–42.
- Strickland, Edward. 2001. "Young, La Monte". The New Grove Dictionary of Music and Musicians, ed. S. Sadie and J. Tyrrell. London: Macmillan.
- Watson, Steven. 2003. Factory Made: Warhol and the Sixties. New York: Pantheon Books. ISBN 0-679-42372-9